# Можжевельник азорский
Можжеве́льник азо́рский (лат. Juniperus brevifolia) — вид растений рода Можжевельник (Juniperus), семейства Кипарисовые (Cupressaceae).

## Распространение и экология
Встречается на Азорских островах, эндемик. В естественных условиях растёт в горах на высоте 250—800 м над уровнем моря.
Вид вследствие вырубки и конкуренции с завезёнными видами находится на грани исчезновения.

## Ботаническое описание
Деревья или небольшие кустарники, двудомные. Вырастают высотой 6—12 м. Шишкоягоды с тремя слитыми семенами, диаметром 6—9 мм, сферические. Хвоя зелёная, 4—10 мм длиной, с двумя устьичными линиями.

## Значение и применение
Древесина дерева устойчива против гниения.
В посадках весьма декоративен.

## Таксономия
Вид Можжевельник азорский входит в род Можжевельник (Juniperus) семейства Кипарисовые (Cupressaceae) порядка Сосновые (Pinales).
|  |                    |  |                                          |                                          |                       |  | ещё 6 семейств | ещё 6 семейств |                           |  |  |  | ещё от 50 до 67 видов |
|  |                    |  |                                          |                                          |                       |  | ещё 6 семейств | ещё 6 семейств |                           |  |  |  | ещё от 50 до 67 видов |
|  |                    |  |                                          | порядок Сосновые                         |                       |  |                |                | род Можжевельник          |  |  |  |                       |
|  |                    |  |                                          | порядок Сосновые                         |                       |  |                |                | род Можжевельник          |  |  |  |                       |
|  | отдел Голосеменные |  |                                          |                                          | семейство Кипарисовые |  |                |                | вид Можжевельник азорский |  |  |  |                       |
|  | отдел Голосеменные |  |                                          |                                          | семейство Кипарисовые |  |                |                |                           |  |  |  |                       |
|  |                    |  | ещё 13—14 порядков голосеменных растений | ещё 13—14 порядков голосеменных растений |                       |  |                | ещё 10 родов   | ещё 10 родов              |  |  |  |                       |
|  |                    |  |                                          | ещё 13—14 порядков голосеменных растений |                       |  |                |                | ещё 10 родов              |  |  |  |                       |